# Pozőrök hajnala
A Pozőrök hajnala (Goth Kids 3: Dawn of the Posers) a South Park című amerikai animációs sorozat 241. része (a 17. évad 4. epizódja). Elsőként 2013. október 23-án sugározták az Egyesült Államokban. Magyarországon 2014. január 21-én mutatta be a magyar Comedy Central.
Az epizódot eredetileg 2013. október 16-án kellett volna bemutatni, azonban a los angelesi South Park Studiosban áramszünet volt, ami miatt nem tudtak vele időben elkészülni, megszakítva ezzel egy 240 részen keresztül tartó sorozatot. A történet számos utalást tartalmaz a gót szubkultúrára, az emósokra és a vámpírokra, emellett több ponton kifigurázza "A testrablók támadása" című filmet.

## Cselekmény
|  | Alább a cselekmény részletei következnek! |

Henriettát, az egyik gruftit a szülei elküldik a Veszélyeztetett Gyerekek Szanatóriumába két hétre, ahol a problémás gyerekeken próbálnak segíteni. A társai, Michael, Pete és Firkle felháborodnak ezen és elmennek a gyámügyesekhez, ott azonban feldühödnek azon, hogy emósoknak nevezik őket, és nem értik, hogy hogy nem látják a különbséget. Henriettát eközben egy szobába bezárva tartják, ahol egy kamerával figyelik őt meg, majd a padlón keresztül bejuttatnak hozzá egy szobanövényt, ami úgy remeg, mintha értelmes lény lenne.
Két héttel később a barátai döbbenten fedezik fel, hogy Henrietta emós lett, és már az emósok társaságában érzi jól magát. Michael megkérdezi tőle négyszemközt, hogy mi történt vele, és elmondja neki a sejtését, hogy szerinte a táborban szándékosan tették ezt vele. Döbbenetére Henrietta közli, hogy hamarosan emóssá lesz az egész világ és ne álljon ellen ő se. Michael még értesíteni tudja Pete-et és Firkle-t, de amikor hazaér, a szülei őt is elküldik abba a táborba. Miután arra jutnak, hogy szép lassan vége lesz a gruftiknak, arra a döntésre jutnak, hogy segítséget kérnek esküdt ellenségeiktől, a vámpíroktól. A vezetőjük, Mike és egy nagydarab afroamerikai tagjuk segítségével szeánszt tartanak, ahol megidézik Edgar Allan Poe szellemét, akit mind a vámpírok, mind a gruftik ősükként tisztelnek. Poe (aki magát Éjkínnak nevezi) elég kevésre tartja mind a gruftikat, mind a vámpírokat, ahogy az emósokat is, de úgy dönt, segít nekik.
A táborban Michael egy székhez kikötözve ébred, egy rakás szobanövény társaságában. Harold Flanagan, a kertész azt mondja, hogy ő ezeket az értelmes növényeket szolgálja, és ők az igazi emósok, akik spóráikkal fertőzik meg az embereket. Az utolsó pillanatban érkeznek meg a többiek és mentik meg Michaelt, ám ekkor Firkle leleplezi magát: ő is mindvégig emós volt. Mindannyiukat kikötözik és egy-egy szobanövényt helyeznek el eléjük. Poe épp idejében érkezik, és rájön, hogy a szobanövények igazából fikuszok vibráló cserépben, amiket egy közeli boltban vásároltak. Ekkor derül ki, hogy az egész egy átverés, amely Flanagannek szólt, az "Igen, beijedtem!" című televíziós műsor keretein belül. Sőt még fel is bosszantják őket, amikor a tévés stáb megint arra céloz, hogy a gruftik, a vámpírok meg az emósok igazából ugyanazok.
Firkle rádöbben, hogy az egész átváltozása mögött igazából a saját elhatározása állt, és amikor Michael és Pete elmondják ugyanezt Henriettának, elkezd szégyenkezni. Michael és Pete ezt látva azt mondják neki, hogy igazából beszöktek a növények fészkébe és elégették a vezért, amire Henrietta "visszaváltozik" gruftivá.

## Készítése
Az epizódot eredetileg 2013. október 16-án kellett volna bemutatni, azaz pont egy héttel az azt megelőző rész előtt. Általában egy rész hat napig készül a South Park Studios berkein belül, és mindössze órákkal a vetítés előtt adják le a Comedy Centralnak. Október 15-én azonban egy áramszünet miatt leálltak a stúdió számítógépei, éppen az utómunkálatok közben. A tizenhét évad alatt addig még sosem fordult elő, hogy egyetlen epizóddal is lekéssék a vállalt határidőt. Ezért aztán a "Scott Tenormannek meg kell halnia" című részt vetítették le helyette.
A nyitó képsorok megváltoztatásra kerültek. A korábbi évadok stílusában készült, ráadásul a gruftik láthatóak bennük főszereplőkként, ezenkívül a dalszöveget is áírták a gruftik stílusának megfelelően.

## Forráshivatkozások
1. ↑  South Park to Miss Air Date for the First Time Ever Due to Power Outage. web.archive.org, 2013. október 17. [2013. október 17-i dátummal az eredetiből archiválva]. (Hozzáférés: 2023. november 27.)
2. ↑  Episode 1704 will not air tonight - News - South Park Studios. web.archive.org, 2013. október 16. [2013. október 16-i dátummal az eredetiből archiválva]. (Hozzáférés: 2023. november 27.)
3. ↑  South Park: "Goth Kids 3: Dawn Of The Posers" (angol nyelven). The A.V. Club, 2013. október 24. (Hozzáférés: 2023. november 27.)